# Węgierka Zwykła
Śliwa domowa 'Węgierka Zwykła' – odmiana uprawna (kultywar) śliwy domowej (Prunus domestica L. subsp. italica (Borckh.) Hegi var. Claudiana), należąca do grupy o późnej porze dojrzewania. Odmiana bardzo stara o bliżej nieokreślonym rodowodzie. Wywodzi się prawdopodobnie z Azji Mniejszej, skąd w czasie wojen i wędrówek ludów dostała się do Europy. Na starym kontynencie znana jest od połowy XVII wieku i jest bardzo szeroko rozpowszechniona. Do Polski najprawdopodobniej przywędrowała z Węgier i stąd jej polska nazwa. W obrębie odmiany istnieje wiele typów różniących się porą dojrzewania i wartością użytkową, a najpopularniejsze z nich w nowych nasadzeniach to wprowadzone w latach 90. XX wieku Tolar, Promis i Nectavit. Wymienione typy do Rejestru Odmian prowadzonego przez Centralny Ośrodek Badania Odmian Roślin Uprawnych wpisano w 1998, natomiast odmiana podstawowa jest od początku prowadzenia rejestru czyli od 1990 roku.

## Morfologia
PokrójDrzewo rośnie średnio silnie. W pierwszych latach po posadzeniu tworzy koronę stożkowatą, która później staje się kulistą, umiarkowanie zagęszczoną.
OwocNajczęściej są średniej wielkości lub małe, o przeciętnej masie 25–30 g, jajowate lub wrzecionowate. Skórka jest brązowo-granatowa, a w pełni dojrzałości granatowa, pokryta gęstym białym nalotem woskowym, z drobnymi, brunatnymi cętkami. Miąższ w zależności od typu i stanowiska uprawy ma barwę od zielono-żółtej, przez żółtą do pomarańczowej. Jest jędrny, chrząstkowaty, ścisły i równocześnie soczysty, bardzo smaczny. Miąższ łatwo oddziela się od pestki.

## Zastosowanie
- Roślina uprawna. Zarówno odmiana podstawowa jak i jej typy w okres owocowania zwykle wchodzą dość późno, na ogół w 4–5 roku po posadzeniu. Plonują umiarkowanie obficie, lecz corocznie. Na dobrym stanowisku, tj. na żyznej, próchnicznej glebie, bogatej w wodę potrafi owocować bardzo obficie. Kwitnie bardzo późno i jest samopylna, nie wymaga zapylenia obcym pyłkiem.

Jest jedną z odmian preferowanych w polskim programie rolnośrodowiskowym mającym na celu ochronę zagrożonych zasobów genetycznych.
- Kulinaria: Odmiana ceniona przez konsumentów i przemysł przetwórczy ze względu na szerokie przeznaczenie owoców[3]. Jest dobra do spożycia w stanie świeżym, ale także nadaje się do suszenia, na powidła i na śliwowicę. Jest również dodawana do dań mięsnych lub sosów. Na Bałkanach śliwowicę produkuje się tylko z typów tej odmiany. W Polsce od 2005 roku zarejestrowany jest produkt regionalny o nazwie "Śliwowica Łącka"[4]. W wielu krajach europejskich (m.in. Niemcy, Serbia, Austria, Czechy, Polska) prowadzi się selekcję typów pod kątem większej odporności na szarkę i lepszego smaku owoców.

## Uprawa
- Odmiana uprawiana jest głównie na podkładkach generatywnych takich jak siewki ałyczy (Prunus cerasifera) lub siewkach 'Węgierki Wangenheima'. Lepsze wyniki daje jednak uprawa na podkładkach wegetatywnych słabo rosnących. Nie należy jej uprawiać na stanowiskach zimnych i słabych glebach, bo owoce są bardzo drobne i często kwaśne.
- Węgierka Zwykła jest odmianą średnio wytrzymałą na mróz. Jest odporna na brunatną zgniliznę drzew pestkowych, lecz bardzo wrażliwa na wirusa ospowatości śliw wywołującego szarkę, najgroźniejszą chorobę śliw. Na zdrowym drzewie owoce mogą być długo pozostawione na drzewie, gdyż rzadko gniją.
- Zbiór i przechowywanie: W warunkach polskich w zależności od rejonu i typu dojrzałość zbiorczą osiąga od połowy września do końca października. W zwykłej chłodni można ją przechować mniej więcej 4 tygodnie.